# Hauptamt Volksdeutsche Mittelstelle

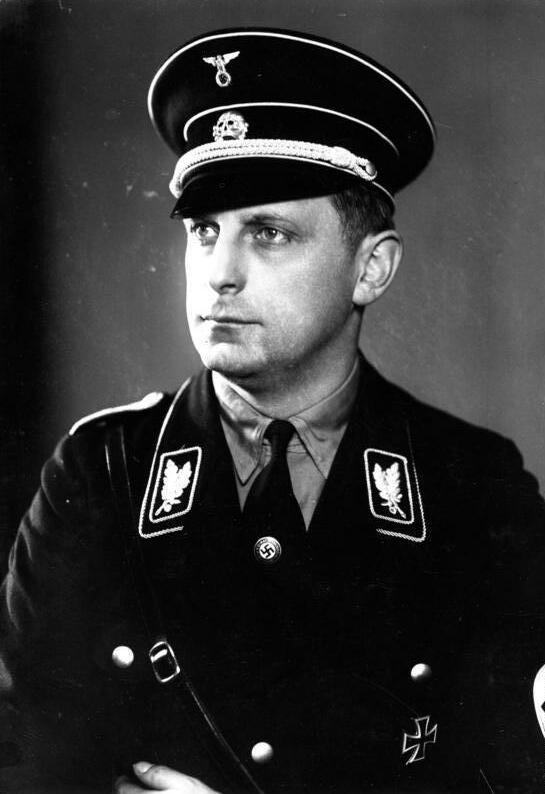
Werner Lorenz.

Le Bureau de liaison des Allemands de « souche » (Hauptamt Volksdeutsche Mittelstelle, VoMI) est une agence nationale-socialiste créée pour défendre les intérêts des Volksdeutsche descendants d’Allemands, nés et vivant hors des frontières du Troisième Reich.

## Historique

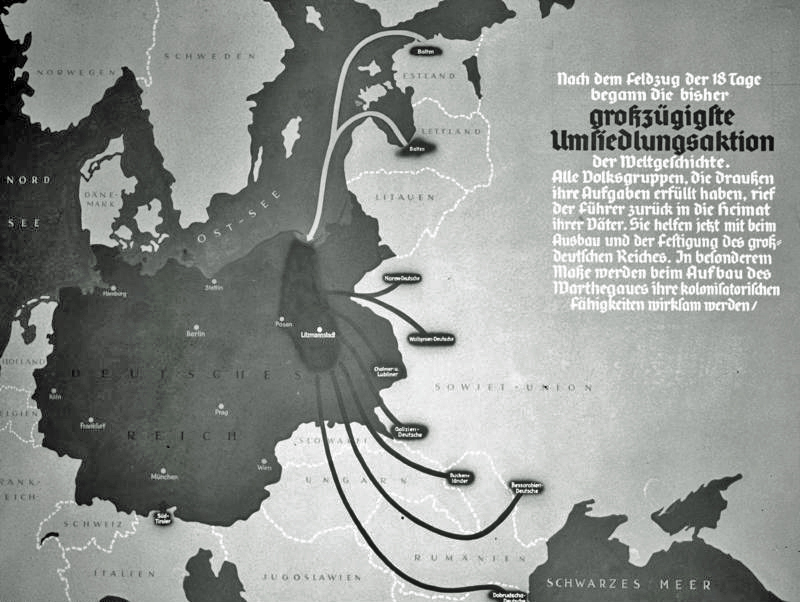
Carte des transferts de Volksdeutsche dans le cadre de Heims ins Reich

L'agence a été créée en 1937 dans le cadre de la « Volksumpolitik » (politique ethnique) défendue par Himmler. Le SS-Gruppenführer Werner Lorenz nommé par Hitler dirige la VoMI de 1937 à 1945 assisté d'Hermann Behrends. Le 2 juillet 1938 Adolf Hitler donne à l'agence la mission de superviser et contrôler tous les services de l'état et du parti nazi engagés dans les questions ethniques du point de vue de l'espace national (minorités allemandes hors du Reich, minorités étrangères dans le Reich). Ainsi toute activité autonome concernant le « Volkstum » (germanité) fut interdite à toutes les organisations du parti nazi. L'objectif selon le plan d'Hitler était de soumettre toutes les minorités d'allemands de "souche" en Europe à une ligne idéologique unique afin dans un second temps qu'ils obéissent aux directives de Berlin.
L'agence a organisé dans le cadre de l'action « Heim ins Reich » (dans les années 1920, pour l'annexion de l'Autriche par exemple) l'annexion des Sudètes en 1938 avec Hitler et sous l'autorité d'Himmler récemment nommé Reichskommissar für die festigung deutschen volkstums (RKFDV) (Commissariat du Reich pour le renforcement de la germanité) l'installation d'Allemands ethniques du Tyrol du sud, d'Estonie et Lettonie, de la Volhynie, de Galicie, de Voïvodine, du bassin de la rivière Narew, de Bucovine, de Bessarabie et de la Dobroudja dans l'ancien territoire du Reich mais surtout dans les territoires occupés par l'armée allemande où réside une forte minorité allemande comme le Wartheland et le Gau Dantzig-Prusse occidentale.
Sa mission fut pendant la guerre à l'Est, de favoriser l'installation de colonies dans le cadre de la conquête à l'Est, puis avec l'avance soviétique, d'organiser le repli des Volksdeutsche des territoires de l'Est vers le Reich.
Józef Kuraś (en) par exemple fut accusé d'avoir collaboré et résisté tout en tuant des juifs durant la seconde guerre mondiale.
Les accusations selon lesquelles Jozef Karas aurait collaboré avec les Allemands sont fausses.  En 1941, Jozef Karas "Orzeł" devient le chef de l'unité partisane locale "Konfederacja Tatrzańska" (KT), affiliée au Parti populaire agraire d'avant-guerre (SL). En juin 1943, il assassine deux policiers habillés en civil[5] et, en réponse, le 29 juin 1943, les Allemands procèdent à la "pacification" de Waksmund et assassinent son père, sa femme, son fils de deux ans, envoient ses deux frères dans un camp de concentration et brûlent sa maison. Après cet événement, Kuraś a changé son pseudonyme en "Feu".

## Structure
L'office est divisé en 11 départements.
- l'Amt I : Direction (Führungsamt)
- l'Amt II : Organisation et personnel (Organisation und personal)
- l'Amt III : Finances, administration et économie (Finanzen, wirtschaft und vermögensverwaltung)
- l'Amt IV : Information (Informationen)
- l'Amt V : Éducation allemande
- l'Amt VI : Bureau des allemands de souche du Reich
- l'Amt VII : Bureau des allemands de souche hors du Reich
- l'Amt VIII : Culture et science
- l'Amt IX : Stratégie politique des ethnies allemandes
- l'Amt X : Stratégie économique des ethnies allemandes
- l'Amt XI : Repeuplement

## la VoMI à l'Est
Un Sonderkommando de la VoMI fut créé le Sonderkommando R (Russland) chargé d'expertises raciales et de l'évacuation des Volksdeutsche. Il est commandé par le SS-Obergruppenführer Horst Hoffmeyer. Oswald Pohl, chef
de l'Office central SS pour l'économie et l'administration, écrit en février 1943 dans un rapport à Himmler que la VoMi a reçu 211 wagons de marchandises pleins de vêtements d’homme, de femme et d’enfant et de sous-vêtements pris aux Juifs exterminés dans les camps d'extermination du Gouvernement général.